# Cốm

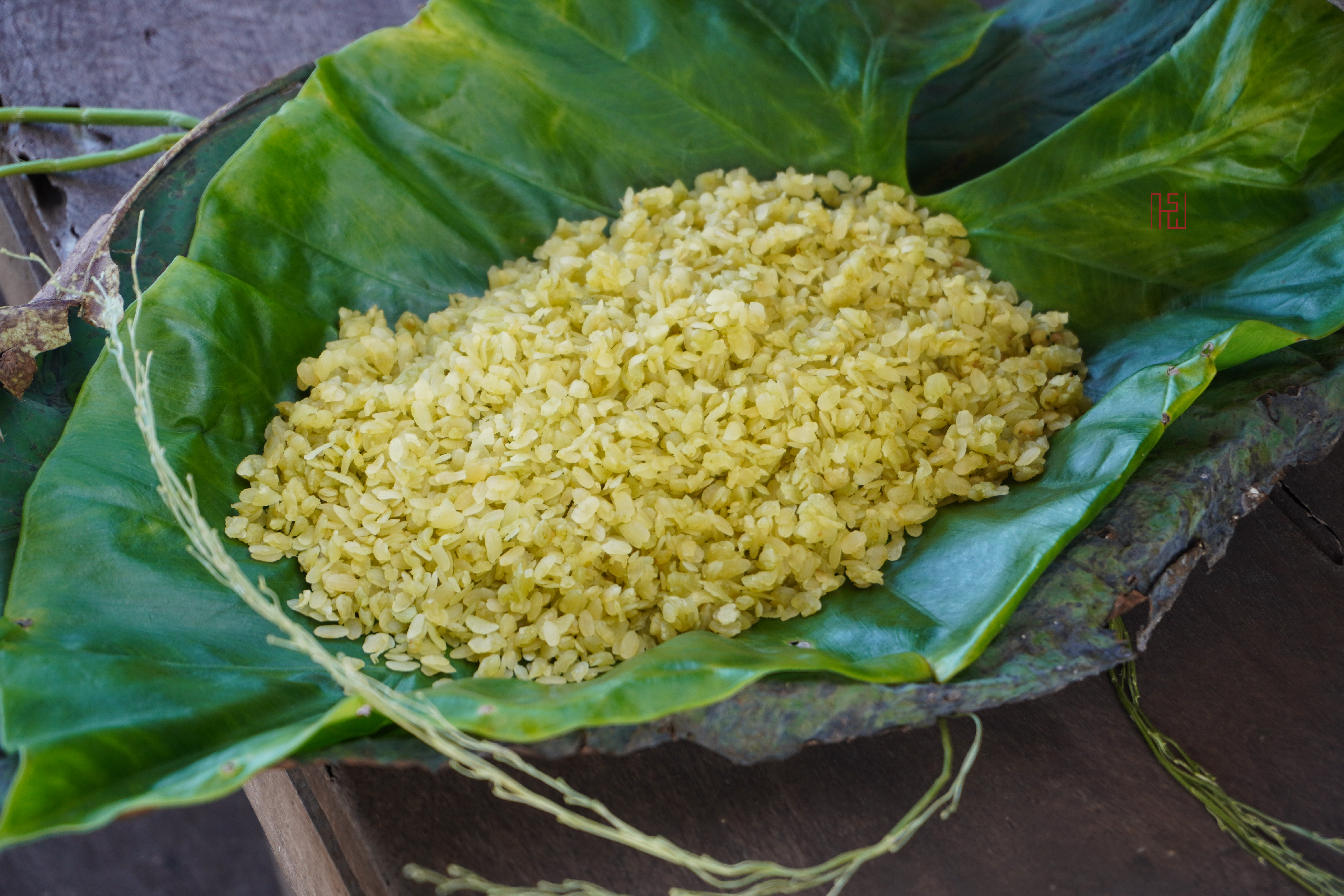
Cốm làng Mễ Trì - Hà Nội

Cốm là món ăn được làm từ lúa nếp làm chín bằng cách rang sau đó mang đi giã và được làm sạch bằng cách sàng sảy cho hết vỏ trấu, loại bỏ hết tạp chất, sau đó cũng có loại cốm mang đi hồ cốm bằng nước lá cốm. Món ăn này thường được thấy tại nhiều vùng miền trên đất nước Việt Nam và cũng là món ăn rất thịnh hành trong ẩm thực đồng bằng Bắc Bộ, đặc biệt là tại Hà Nội.
Trong các dân tộc tại miền Bắc Việt Nam lúa nếp để làm cốm thường là nếp non, hạt lúa bấm ra sữa, tuy ở miền Trung và Nam Bộ cốm thường sử dụng loại lúa nếp già tháng hơn rang nổ bung ra và sau đó được ngào với đường. Tại các quốc gia châu Á, cốm dẹp cũng được sử dụng phổ biến trong các món ăn khác nhau tùy thuộc vào khẩu vị và văn hóa từng quốc gia.

## Cốm ở Việt Nam
Trong cộng đồng người Việt tại miền Bắc Việt Nam cốm được làm từ lúa nếp non, ngon nhất là cốm làm từ nếp cái hoa vàng, trong cả hai mùa: lúa chiêm và lúa mùa, tuy thường dùng lúa mùa vào khoảng cuối hè đầu thu (từ khoảng rằm tháng 7 đến hết tháng 9 âm lịch). Vào tháng 4, tháng 5 âm lịch có nơi như ở cánh đồng Gôi (Dịch Vọng, Từ Liêm, Hà Nội) đã gặt lúa sớm nên đã có cốm bán gọi là cốm chiêm. Cốm chiêm không khác cốm mùa, nhưng có lẽ do thời tiết còn nóng bức nên người ăn không cảm thấy ngon như cốm mùa Thu.
Tại Hà Nội bên cạnh cốm Vòng là cốm Lũ và cốm Mễ Trì. Các bà, các mẹ bán cốm thường ăn mặc theo lối xưa với khăn xếp, áo cánh cổ lá sen, gánh đôi thúng với một bó lạt bằng rơm nếp nhuộm mạ xanh ngắt gắn trên đầu quang gánh, và chiếc mẹt đặt úp trên một bên thúng xếp vài chiếc lá sen để gói cốm.
Từ Đèo Ngang trở vào trong Nam, cốm hay bánh cốm thường được làm từ lúa nếp già tháng, gạo nếp, thậm chí là ngô, rang nở phồng sau đó ngào với đường.
Các dân tộc thiểu số Việt Nam cũng có những loại cốm tương tự như cốm người Việt. Người Tày ở Yên Bái còn có lễ hội giã cốm mang tên Tăm Khảu Mau. Lễ hội tổ chức tổ chức vào khoảng tháng 9, tháng 10 âm lịch, là lúc lúa nếp vừa chớm vào trắc, hạt lúa ngả màu vàng nhạt là thời điểm người dân tập trung làm cốm. Cốm được làm từ thóc nếp. Để làm cốm thóc được chọn rất cầu kỳ, phải là thóc nếp hạt mẩy và có màu vàng nhạt đều. Cốm được làm theo hai cách, hoặc có thể luộc thóc hoặc rang thóc vừa chín tới, sau đó để nguội rồi đem giã, sàng sẩy để loại bớt vỏ trấu rồi đem bỏ vào đuống giã tiếp.
Dân tộc Mường tại Việt Nam có lễ hội giã cốm gõ máng, tổ chức vào mùa xuân.
Dân tộc Thái tại huyện Phong Thổ có hẳn một lễ hội cốm mang tên Kin Lẩu Khẩu Mẩu, cũng là nơi người dân cầu mong mưa thuận gió hòa, mùa màng bội thu, vạn vật sinh sôi phát triển. Không những thế lễ hội còn là nơi giao lưu tình cảm giữa các cư dân trên địa bàn. Lễ hội đã từng bị mai một vào năm 1946 và thời gian gần đây được phục dựng trở lại, tổ chức rằm tháng 9 (âm lịch). Cốm Thái cũng dùng lúa non như cách của người Việt Bắc Bộ và thường gọi là khầu hang.
Cộng đồng người Khmer ở Nam Bộ có món cốm dẹp. Theo truyền thống vào mỗi vụ mùa trước khi thu hoạch lúa chín người dân Khmer sẽ ra đồng gặt nếp về làm om bóc srâu thmây (cốm dẹp đầu mùa). Người Khmer gọi cốm dẹp là "om bóc" (tiếng Khmer: អកអំបុក) đặc sản từ hơn 100 năm trước đến nay vẫn được bà con làm để cúng các vị thần: thần Neac ta srê (thần đồng) và Preas chanh (thần Mặt trăng) nhằm tỏ lòng biết ơn cho một vụ mùa bội thu và nguyện cầu cho năm sau thời tiết đất trời thuận lợi cho mùa màng tốt tươi. Nếu người Hà Nội tự hào vì có cốm Làng Vòng thì người Khmer ở Trà Vinh, Sóc Trăng, An Giang cũng có món nếp dẹp để mời khách phương xa mỗi khi đến thăm nhà vào mùa gặt..

## Cốm tại các quốc gia Đông Nam Á và Ấn Độ

### Thái Lan

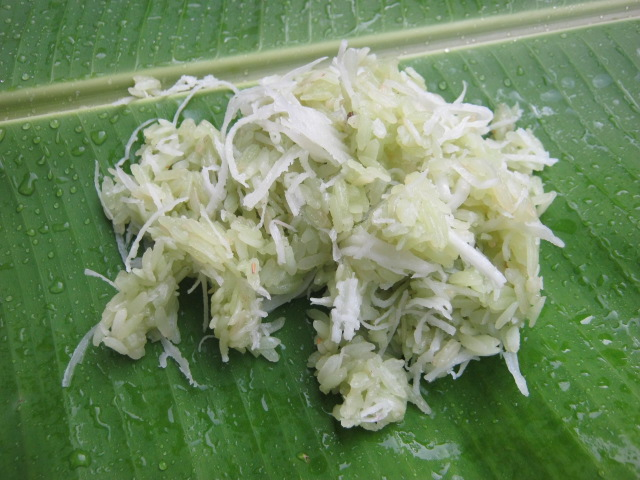
Khẩu mẩu - cốm dẹp Thái Lan

Tại Thái Lan, cốm được gọi là khẩu mẩu (tiếng Thái: ข้าวเม่า, đã Latinh hoá: k̄ĥāwmèā). Người Thái sử dụng khẩu mẩu tươi rang cho đến khi có mùi thơm rồi lọc bằng vải trắng mỏng. Đổ nước cốt dừa vào khao mao đã lọc, nước cốt dừa sẽ trộn đều gạo nếp. Sau đó lăn đi lăn lại trên lòng bàn tay để tạo thành một khối tròn như quả trứng. Chỉ với 3 nguyên liệu là khao mao, đường, dừa nạo, nước cốt dừa giống với người Khmer nên món khẩu mẩu xứ Chùa Vàng được coi như một món ăn vặt.
Khẩu mẩu bương (tiếng Thái: ข้าวเม่าเบื้อง, đã Latinh hoá: k̄ĥāwmèā beụ̄̂xng) được xem như món cốm dẹp Hoàng gia Thái Lan có từ thời Ayutthaya. Nó đã được truyền qua đầu thời kỳ Rattanakosin cho đến nay.

### Ấn Độ
Tại Ấn Độ, cốm dẹp được gọi là poha. Người Ấn hay ăn cốm dẹp tươi bằng cách ngâm trong nước sôi để nguội hay sữa, thêm chút đường cho vừa khẩu vị hoặc rang chung với các loại hạt, nho khô, thảo quả và các loại gia vị khác. Tại tỉnh Chhattisgarh, cốm dẹp cũng được ăn tươi bằng cách trộn với đường thốt nốt. Món Indori poha từ Indore khá nổi tiếng trong nước và được ăn cùng với một món ăn vặt giòn gọi là sev.

### Campuchia

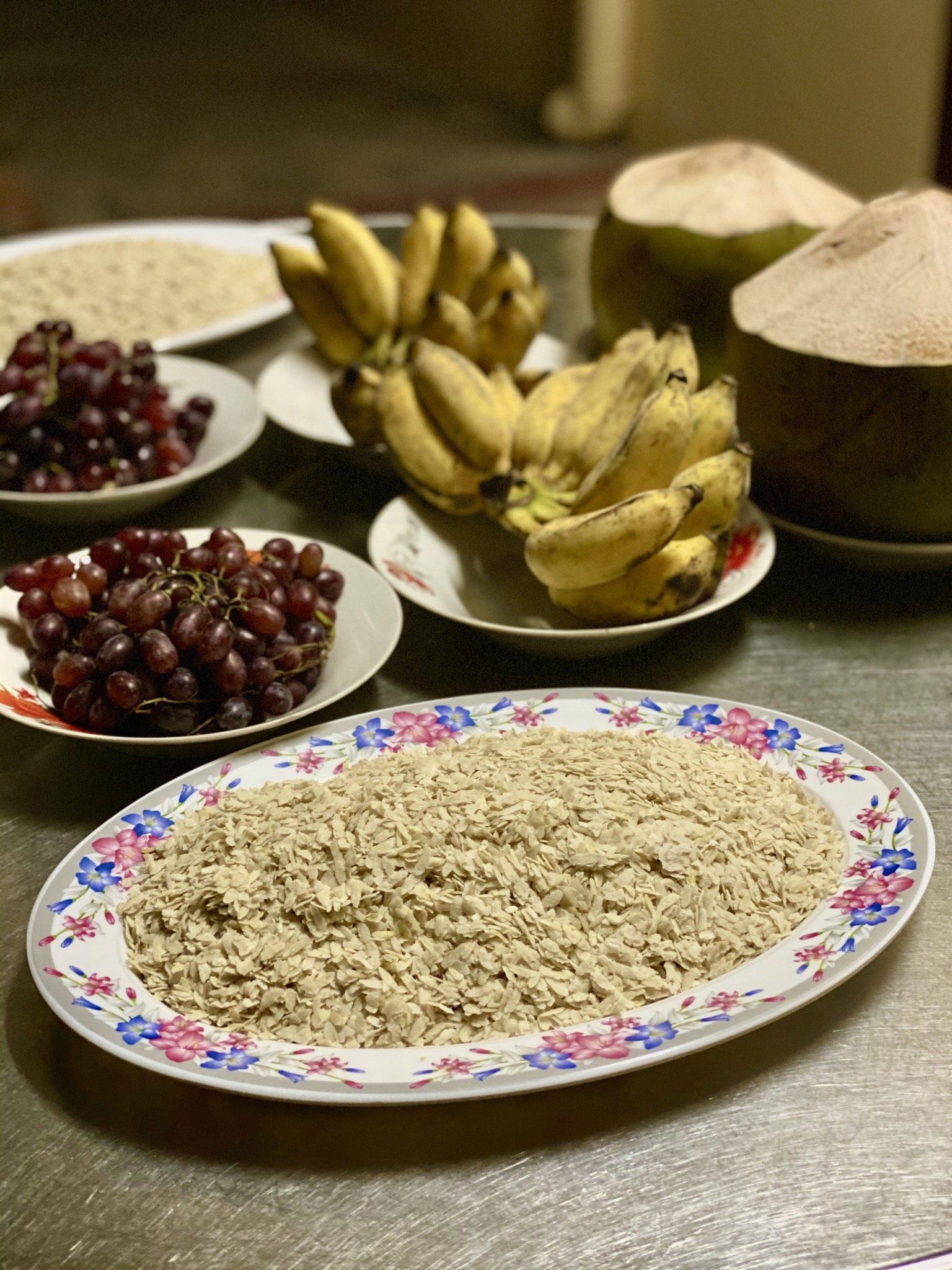
đĩa cốm dẹp trong mâm cúng Ok Ombok của người Khmer

Cũng như cộng đồng người Khmer Việt Nam, người dân Campuchia chế biến cốm dẹp bằng cách rang nếp trong vỏ tự nhiên, sau đó đập bằng chày cho đến khi mềm trước khi loại bỏ vỏ và trộn với chuối và nước cốt dừa để tạo hương vị. Hỗn hợp này được ăn khi đồng hồ điểm nửa đêm hoặc khi hương được dâng vào đầu buổi tụ họp đã tiêu hết. Cốm dẹp vẫn là một món ăn truyền thống phổ biến và nó được bán rộng rãi trong lễ hội Bon Om Touk.

## Nguyên liệu và quy trình chế biến
Nguyên liệu làm cốm trong cộng đồng người Việt thường là lúa nếp non tuy có địa phương sử dụng thóc già tháng. Có rất nhiều loại lúa nếp có thể làm cốm như lúa lương phượng, lúa nếp thơm, nếp tan, nếp quýt, nếp hoa, nhưng lúa nếp cái hoa vàng cho ra thành phẩm thơm ngon đặc biệt. Lúa gặt về tuốt hạt, sàng bỏ rơm và những hạt thóc lép, đãi qua nước rồi cho vào chảo rang. Bếp lò để rang cốm nếu cầu kỳ thường phải đắp xỉ than nhưng không đốt than mà dùng củi, và chảo rang thường bằng gang đúc. Cốm được rang trong lửa nhỏ, đảo liên tục sao cho nóng đều. Rang khoảng 30 phút thì xem thử bằng cách đặt 5 hạt lên miếng gỗ, dùng ngón tay miết mạnh, nếu thấy hạt "2 quằn 3 róc", tức 2 hạt chưa róc vỏ nhưng bị quằn lại, còn 3 hạt còn lại róc vỏ nhưng không bị quằn là được.
Thóc rang xong, người làm cốm đợi nguội rồi cho từng mẻ, mỗi mẻ khoảng vài kilogam vào cối giã. Thóc được giã đều và vừa tay mươi phút, thấy có trấu thì xúc ra sảy bỏ trấu rồi lại giã tiếp. Tùy theo độ non của lúa khi gặt mà người giã cốm sẽ ước tính, trung bình khoảng 7 lần giã là hoàn tất. Tại làng Vòng, người giã cốm thường giã đến lần thứ 5 thì phân loại thành ba loại: cốm rón, cốm non và cốm gốc, sau đó mới giã riêng từng loại trong hai lần cuối.
Cuối cùng, cốm thành phẩm sẽ được gói trong hai lớp lá, và buộc bằng lạt nếp màu xanh trước khi đưa đến tay người tiêu dùng. Lớp trong là lá ráy xanh và mát giữ cho cốm khỏi khô và không phai nhạt màu xanh ngọc; lớp ngoài là lá sen có hương thơm thoang thoảng.
Một số dân tộc thiểu số có thể làm cốm bằng cách luộc thóc nếp và giã thành cốm. Cũng có khi trong cộng đồng người Việt, với trường hợp thóc hơi già tháng cũng thường được luộc cho mềm và giã thành cốm thay vì rang.
Người Khmer ở Trà Vinh có cách làm cốm rất riêng. Nếp trước lúc thu hoạch khoảng 10 ngày còn chưa già sẽ được gặt về trút lấy hạt ngâm nước nửa ngày vớt ra để ráo. Ngâm nếp phải canh giờ nếu không ngâm lâu hạt nếp mềm cốm sẽ nhão, ngâm thời gian ngắn thì hạt nếp sẽ khô cứng. Rang nếp phải là người quen tay và rang trong nồi đất nhằm giữ được nhiệt nóng lâu hơn. Một lần rang rất mất thời gian và công sức chỉ một chén nếp, trút vừa đáy nồi đất giúp việc đảo rang được dễ dàng và hạt nếp nở chín dẻo đều.
Khi nếp rang vừa nổ thì trút ra cối bồng (cối giã gạo ngày xưa nhưng khoét rất sâu lòng) để vọt (giã). Chày vọt, cối, nạy (dùng để đảo cốm lúc giã) được làm từ thân cây vú sữa già, bởi người Khmer quan niệm thân cây vú sữa có chứa dòng sữa của sự sinh sôi nảy nở tốt cho mùa màng về sau. Vọt cốm thường có hai người đứng đối diện nhau, mỗi người một chày, vừa vọt vừa dùng cây nạy đảo nếp để hạt cốm không bị gãy nát.
Vọt khéo thì hạt cốm dẹp tròn đều, mạnh tay quá thì hạt cốm bị nát nhỏ vụn mất đẹp. Cốm giã xong đến công đoạn sàng sảy làm sạch. Người Khmer dùng nia sàng sẩy hết vỏ (trấu), cám, tấm trong cốm. Nếu bạn cùng người dân Khmer tham gia làm cốm mới thấy hết được sự kì công của món ăn truyền thống này. Cốm dẹp trước khi ăn bao giờ cũng được trộn thêm đường, dừa vào. Dừa chọn trái già nạo nhỏ cho vào trong cốm, trộn đều với đường, vừa trộn vừa rắc thêm ít nước dừa cho mềm và thêm chút muối cho đậm đà. Ủ cốm khoảng 2 giờ cho dừa, đường thấm vào từng hạt nếp là có thể thưởng thức.
Ngày nay ở một số gia đình người Khmer làm cốm dẹp để bán có thêm đậu phộng giã vào cho tăng phần bùi béo. Nhưng ngon nhất vẫn là ăn cốm dẹp theo cách truyền thống. Cho một ít cốm lên trên miếng lá chuối dùng tay bốc ăn, nhâm nhi để cảm nhận tròn vị dẻo dai, ngọt, thơm, nồng, béo, bùi trong từng hạt cốm. Cách ăn này vẫn còn trong Lễ hội Ok om bok (lễ cúng trăng tạ ơn và cầu cho mùa màng tốt tươi).

## Thành phẩm

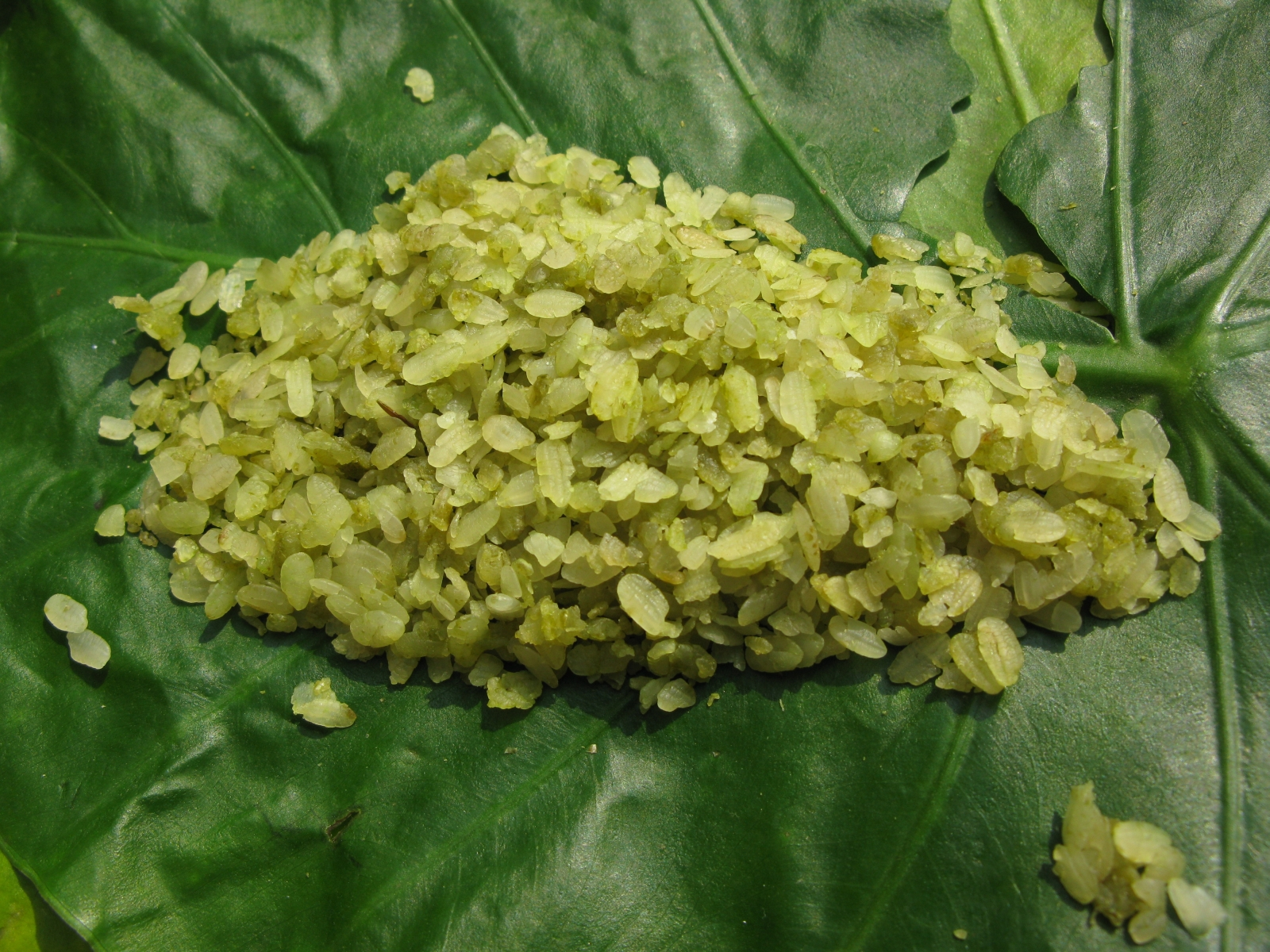
Cốm gói trong lá ráy màu xanh non.

Thành phẩm cốm thường có ba loại: cốm đầu mùa có hạt mỏng, mềm, dẻo thích hợp cho ăn chay hoặc ăn kèm chuối tiêu, là loại cốm sử dụng nguyên liệu lúa nếp non đầu mùa còn dẻo; cốm giữa mùa thường dùng để làm chả cốm; cốm cuối mùa hạt thường to, dày, ăn hơi cứng, chỉ phù hợp cho việc nấu chè hoặc làm xôi cốm.
Một số trường hợp khác còn phân tách thành bốn loại cốm:: cốm non dùng nguyên liệu là lúa nếp vừa đông sữa, tuốt hạt rang và giã, sàng sảy để lấy cốm; cốm già chọn và gặt lúa nếp vừa xong giai đoạn đông sữa tuốt lấy hạt, luộc chín, hong khô sau đó mới giã sàng giống như làm cốm non. Cốm mộc được làm khi lúa đã thành dạng hột cứng hoàn toàn nhưng chưa đủ để gặt và hạt cũng không còn sắc xanh đẹp nữa. Cốm làm ở dạng này có màu vàng xanh ngã qua màu ngà một chút. Cốm hồ là loại cốm được giã với lá lúa non cho ra dạng cốm ướt, dẻo. Về cơ bản ba loại cốm non, cốm già, cốm mộc có nguyên liệu và thành phẩm tương tự như phân loại ở trên, còn loại cốm hồ thì là một sản phẩm không phụ thuộc vào nguyên liệu là lúa nếp già hay non.
Trong quy trình làm cốm, mỗi mẻ cốm cũng có thể được phân chia thành nhiều loại cốm có chất lượng khác nhau: cốm lá me, là những mầm nếp mỏng dính như thể hoặc hơn lá me, bé tí bay ra trong khi đang sàng cốm sau đợt giã cuối. Loại cốm này số lượng bao giờ cũng ít và hiếm, nếu có chỉ dành cho gia chủ thưởng thức mà thôi. Loại ngon thứ nhì và nhiều hơn là cốm rón, là những hạt nếp non sau khi giã đã tự vón vào với nhau thành từng hạt ngô, hạt đỗ. Tuy vậy, mỗi mẻ cốm cũng chỉ được khoảng 2/10 khối lượng cốm rón, thậm chí ít hơn, đặc biệt đến cuối mùa thì càng hiếm. Cốm còn lại trong cối giã gọi bằng tên cốm loại 1 hay cốm non, cốm loại 2 hay cốm mộc, là những loại cốm thường thấy bán đại trà tại các chợ.
Cũng thường bắt gặp hai khái niệm cốm bột và cốm vắt tuy không hoàn toàn giống như những phân loại cốm nói trên. Cốm bột dùng gạo hoặc ngô rang vàng, giã bột nhỏ mịn, trộn đường, hơi giống như làm bánh in, bánh khảo. Cốm vắt thì để nguyên hạt bỏng rang trộn đường, vo thành từng vắt tròn.

## Một số loại cốm tại các địa phương

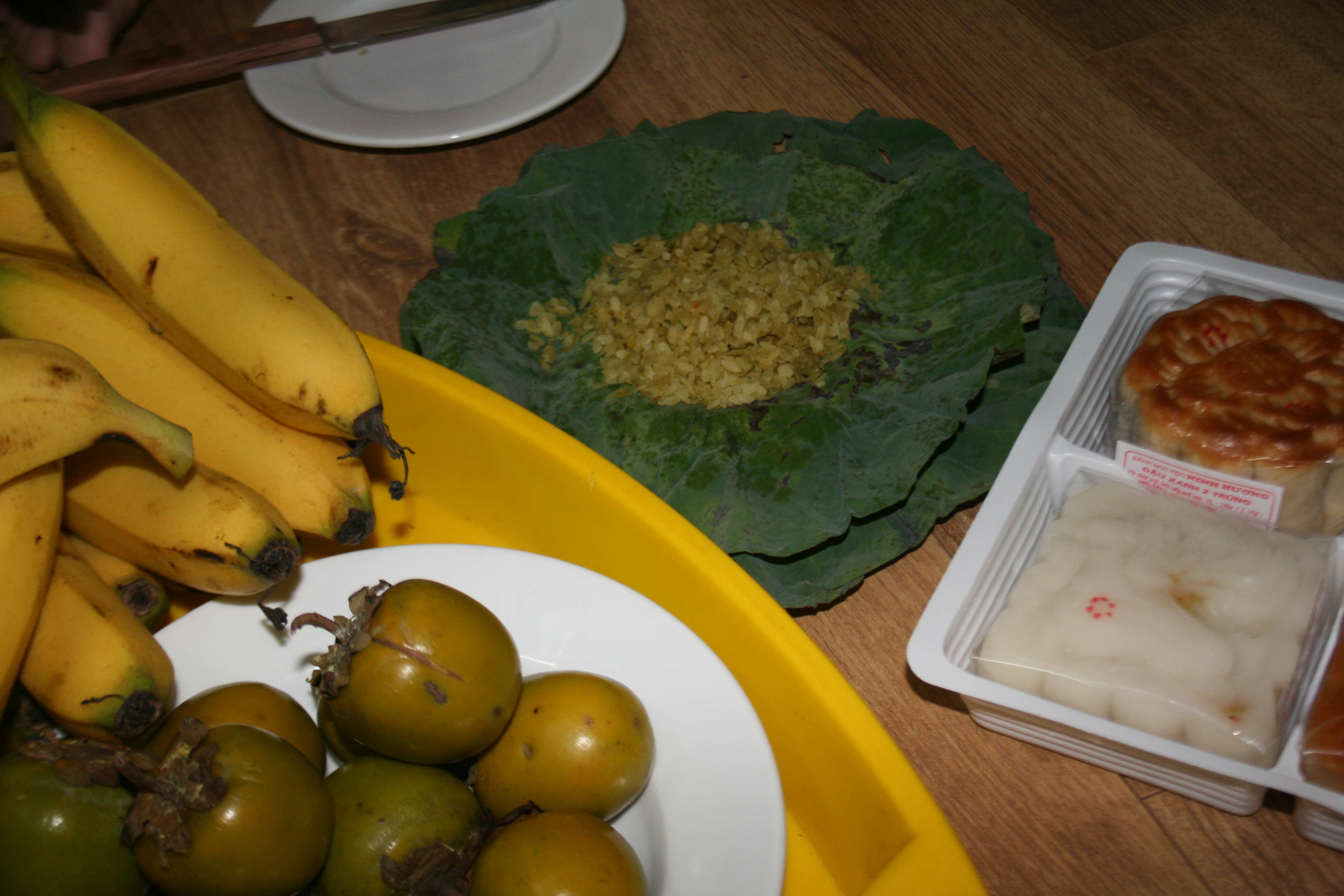
Cốm gói lá sen, chuối chín, quả hồng, bánh nướng, bánh dẻo trong dịp phá cỗ Tết Trung thu tại Việt Nam.

- Cốm làng Vòng: nổi tiếng trong ẩm thực Hà Nội. Là đặc sản của làng Vòng (thôn Hậu) cách trung tâm Hà Nội khoảng 5–6 km, nay là phường Dịch Vọng, quận Cầu Giấy, Hà Nội và loại cốm này còn được miêu tả trong tập: ''Hà Nội băm sáu phố phường'' của Thạch Lam.
- Cốm Mễ Trì: Ngon hơn, dẻo hơn, hiện nay là một trong số những làng nghề làm cốm truyền thống ngon nhất Hà Nội[12].
- Cốm Thanh Hương[13]: Cốm được sản xuất đại trà tại làng Thanh Hương, xã Đồng Thanh, huyện Vũ Thư, Thái Bình. Mỗi ngày hàng trăm nhà dân sản xuất cốm của làng cho ra lò khoảng 4.000-5.000 kg cốm trong đó xuất ra Hà Nội khoảng 2.500-3.000 kg. Làng cốm Thanh Hương có tuổi nghề hàng trăm năm, nhưng hiện vẫn phải mượn danh thương hiệu cốm Vòng khi bán tại Hà Nội.
- Cốm dẹp: Từ xa xưa cốm do người Khơ Me làm là chính[14], sau đó truyền đến người Việt. Cốm dẹp thịnh hành tại các tỉnh Trà Vinh, Sóc Trăng, dùng loại nếp vừa đỏ đuôi, chưa chín rộ, hạt còn mềm, đem quết bằng cối bồng. Ở nông thông người ta thường chọn những đêm trăng sáng để quết cốm, và hai người quết cốm bên cối bồng thường là một đôi nam nữ. Cốm được làm chủ yếu vào lúc giáp hạt, khoảng tháng 10, tháng 11 âm lịch, là một trong những món ăn bà con phum làng mừng mùa lúa mới. Ở phương diện nào đó quy trình làm cốm và thành phẩm cốm dẹp tương tự như cốm Vòng, tuy nhiên, thường thấy cách ăn cốm dẹp theo đúng điệu là trộn cốm với đường trắng, rưới nước dừa tươi và đậy vài tiếng đồng hồ cho cốm mềm ra[15].
- Cốm hộc Phan Thiết: gọi là cốm nhưng sử dụng gạo nếp rang nở bung, ngào với đường, dứa, gừng cho dẻo và nén trong các "hộc" (khuôn) hình vuông để thành phẩm là những miếng cốm vuông, phơi thật khô và đóng gói.
- Cốm nếp Phong Hậu: làm từ thóc nếp rang vàng (cũng có khi sử dụng ngô), tán bột mịn, ngào với đường tương tự như cách làm cốm hộc Phan Thiết. Thành phẩm đóng bánh bột trắng mịn gần giống như món bánh khảo ở miền Bắc Việt Nam.

## Vấn đề vệ sinh an toàn thực phẩm
Khi cốm được thương mại hóa trong cơ chế thị trường, rất nhiều nhà sản xuất và bán sản phẩm thiếu lương tâm tại Hà Nội đã sử dụng hóa chất, phẩm màu (màu xanh, màu vàng) để hồ cốm mộc cho có màu xanh đẹp; và đường hóa học để cốm có thêm vị ngọt; thậm chí cả loại hạt hóa chất không rõ nguồn gốc, xuất xứ, thành phần hóa học nhằm làm cốm được dẻo hơn. Những chiếc cối giã cốm đen xì, chiếu hồ cốm cáu bẩn và nơi chế biến cốm xung quanh bụi bẩn, rác rưởi và ruồi bu kín, không đảm bảo vệ sinh an toàn thực phẩm,.

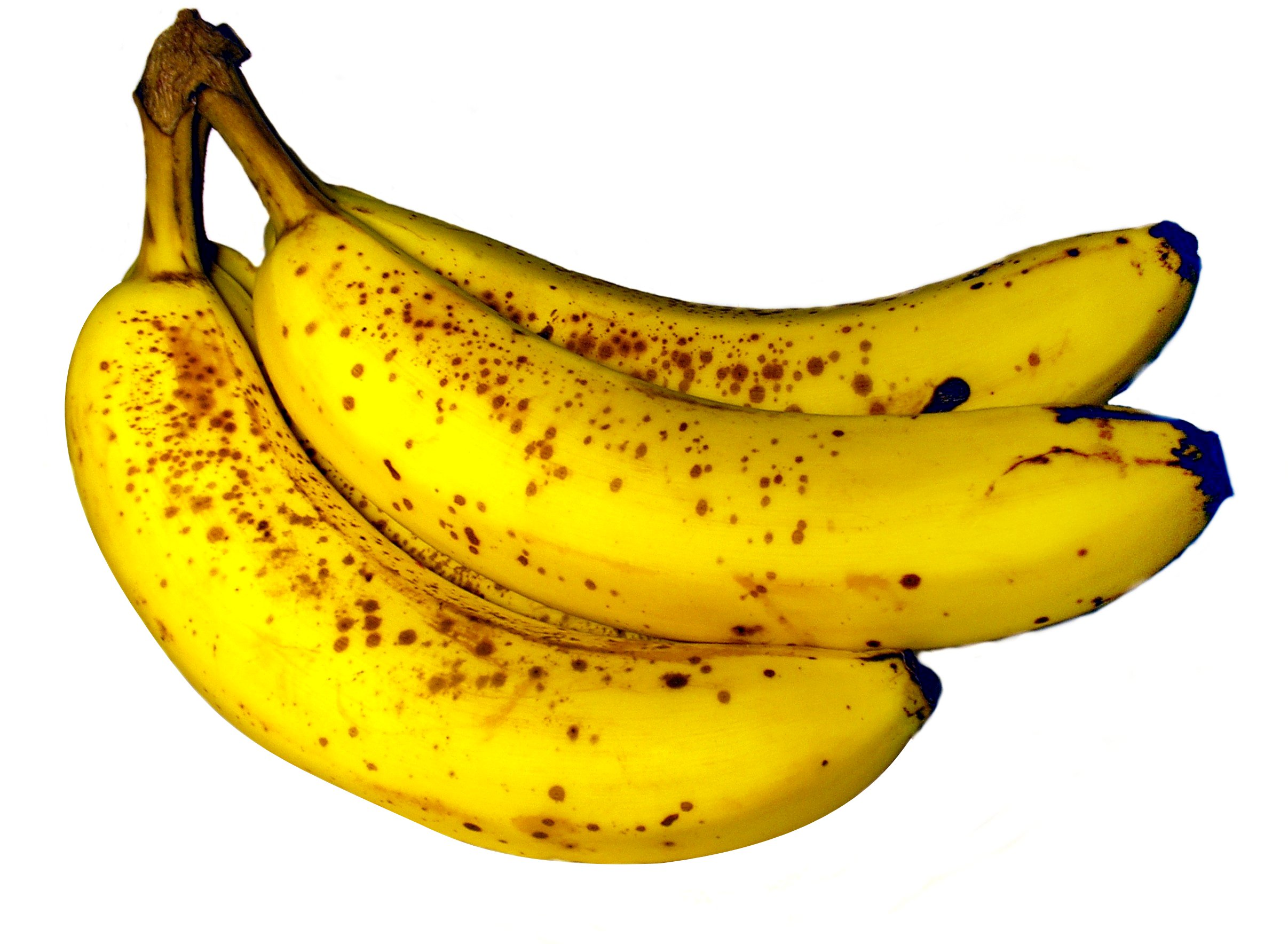
Chuối chín trứng cuốc, một loại quả ăn kèm với cốm

## Thưởng thức cốm tươi
Là một thức quà vừa sang trọng vừa bình dân, cốm tươi thường được ăn thanh cảnh, nhẹ nhàng không phải là món ăn lấy no. Cốm được gói trong lá sen hoặc lá ráy thơm mùi hương đồng gió nội chứ không bày đĩa hay gói túi nilon. Dùng tay để nhón từng chút cốm trong gói lá sen và bỏ vào miệng chứ không trút ra bát và dùng thìa xúc. Người sành ăn cốm không ăn kèm với bất kỳ thứ gì khác nhằm cảm nhận toàn diện vị ngọt và ngon của cốm. Tuy nhiên, cũng thường thấy cốm tươi được sử dụng ăn kèm với hồng chín đỏ hoặc chuối tiêu chín trứng cuốc.

## Một số món ăn có nguyên liệu là cốm

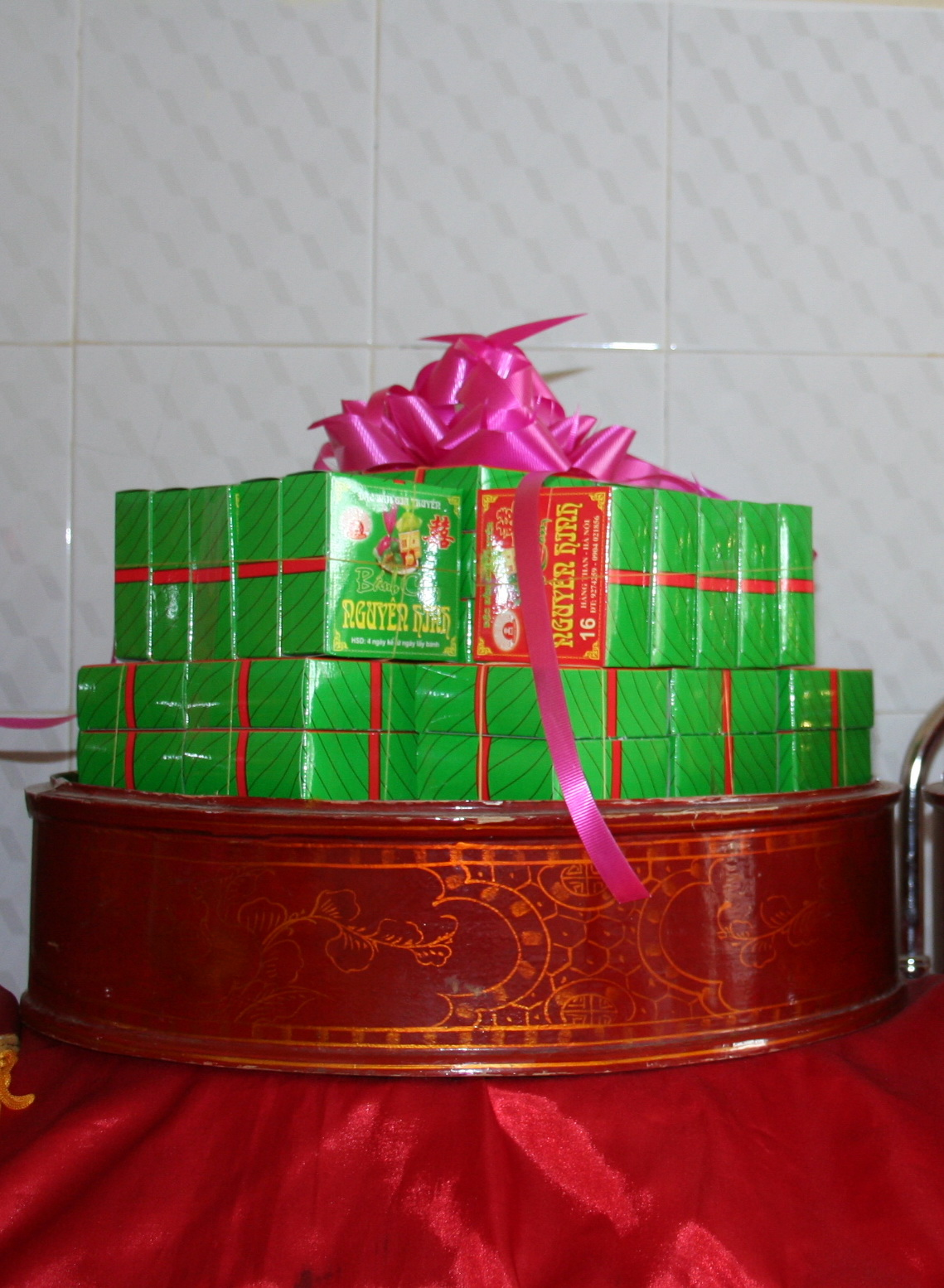
Một tráp bánh cốm dùng trong lễ ăn hỏi của người Việt tại Hà Nội

Cốm tươi hoặc cốm sấy khô có thể trở thành nguyên liệu để chế biến một số món ăn đặc biệt như:
- Chè cốm[17]: Đây là món chè rất dễ thực hiện, chỉ bao gồm cốm, bột sắn dây, đường và chút nước hoa bưởi. Đun sôi nước đường, hòa chút bột sắn dây và chế vào nồi cho đến khi có độ sánh nhất định thì rải cốm vào, vẩy chút nước hoa bưởi và múc ra bát. Chè cốm thường dùng cốm cuối mùa, tương đối cứng.
- Chè ngô cốm[18]: Gần tương tự chè cốm nhưng có kèm thêm ngô nếp non và cơm dừa nạo, không cần nước hoa bưởi. Ngô nếp non bào ra, bỏ hết phần mày ráp, đun sôi trong nước cho đến khi chín nhừ thì đổ đường và chế thêm bột năng hoặc bột sắn dây cho đến khi nồi sánh thì rải cốm vào, múc ra bát và rắc chút dừa nạo.
- Bánh cốm: Bánh làm từ cốm, nhân đậu xanh dừa nạo và mứt bí hoặc mứt sen trần, thường dùng cho lễ ăn hỏi. Cốm được trộn nước theo tỷ lệ nhất định, đảo đều trên lửa, hoặc hấp chín trộn chút đường và nước hoa bưởi. Nhân bánh được làm từ đậu xanh hấp chín xay nhuyễn sau đó ngào đường và lại đun nhỏ lửa. Sau đó cho dừa nạo và mứt bí xắt hạt lựu hoặc mứt sen. Công đoạn cuối cùng là gói bánh, với nhân được chia ra từng nắm nhỏ và áo bên ngoài bằng cốm đã chế biến. Tại Hà Nội, bánh cốm Hàng Than[19] ngon nổi tiếng, thường được đặt hàng cho các lễ ăn hỏi hoặc đem biếu bạn bè phương xa.
- Chả cốm[20]: Chả làm bằng thịt lợn nạc (ngon nhất là nạc vai có chút mỡ lợn) và cốm (thường là cốm giữa mùa). Thịt nạc giã nhuyễn trộn với cốm và chút gia vị, nặn miếng hấp chín sau đó đem rán trong chảo mỡ. Vũ Bằng trong cuốn Món ngon Hà Nội cho rằng hương vị thanh tao của cốm không thể đi với hương vị tục của thịt.
- Xôi cốm[21]: Được làm từ cốm hơi già cánh, cốm cuối mùa. Cốm được đồ chín, sau đó trộn với hạt sen đã nấu nhừ giã nhỏ và một chút đường kính trắng.
- Kem cốm[22], kẹo cốm: các món kem lạnh, kẹo có sử dụng cốm như một phần nguyên liệu, thường được sản xuất ở quy mô công nghiệp.
- Bánh mochi cốm : Bánh cốm được lấy cảm hứng từ bánh mochi của Nhật Bản.

## Cốm trong ngôn ngữ
Trong tiếng Việt còn có một số khái niệm sử dụng từ "cốm", dùng để chỉ những hạt nhỏ giống như hạt cốm (cốm calci, vàng cốm, thuốc cốm); màu sắc (như màu xanh cốm); đặc tính (giọt chanh cốm),... Một số bánh kẹo có ghi "hương cốm" nhưng thực chất là hương lá dứa (pandan)...